# Eduardo Zalduendo
Eduardo Andrés Zalduendo (Concordia, 11 de abril de 1928-Buenos Aires, 25 de julio de 2003) fue un economista argentino, que se desempeñó como Presidente del Banco Central de la República Argentina designado por María Estela Martínez de Perón entre 1975 y 1976, institución de la cual también fue vicepresidente.
Estudió Economía en la Universidad de Buenos Aires (UBA), donde luego fue docente, y siguió estudios de posgrado en la Universidad de Berkeley, donde consiguió una maestría. En FLACSO estudió Sociología.
Tuvo una destacada actuación en el ámbito académico, siendo profesor de la Universidad Católica Argentina, entre otras. Fue economista del Banco Interamericano de Desarrollo y consultor en la Organización de Estados Americanos.
A su muerte donó su biblioteca a la Universidad Torcuato Di Tella, institución la cual le había otorgado becas para investigación.